# Плешаков, Сергей Михайлович
Сергей Михайлович Плешаков (2 ноября 1957, Сызрань, Куйбышевская область, РСФСР, СССР — 29 мая 2018, Екатеринбург, Россия) — советский хоккеист (хоккей с мячом и хоккей на траве), универсал. Бронзовый призёр летних Олимпийских игр 1980 года.

## Биография
Родился 2 ноября 1957 года в городе Сызрань Куйбышевской области.
Начинал играть в дворовом хоккее с мячом. Воспитанник ДЮСШ при команде мастеров команды мастеров «Торпедо» из Сызрани (1973—1974), куда пришел вместе со своим братом-близнецом Владимиром.
С 1975 года — в основном составе «Торпедо», в котором играл в хоккей с мячом в первой лиге, в хоккей на траве — в высшей лиге чемпионата СССР.
В 1977 году, окончив политехнический техникум в Сызрани, был зачислен в команду Уральского военного округа СКА по протекции администратора свердловского СКА А. Шварцмана, который во время матча «Торпедо» — СКА разглядел игровые таланты братьев Плешаковых. Играл на разных позициях — левого защитника, правого полузащитника, центрального нападающего. В 1980 году стал чемпионом СССР, семь раз выигрывал серебро чемпионата, два раза — бронзу.
Первую международную награду в составе сборной СССР завоевал в 1977 году, выиграв бронзу Межконтинентального кубка.
В 1980 году вошёл в состав сборной СССР по хоккею на траве на летних Олимпийских играх в Москве и завоевал бронзовую медаль. Играл в поле, провёл 6 матчей, забил 2 мяча (по одному в ворота сборных Кубы и Польши).
В 1981 году в составе сборной СССР стал обладателем Межконтинентального кубка, в 1983 году — серебряным призёром чемпионата Европы в Амстелвене, в 1984 году — победителем хоккейных соревнований «Дружба-84».
В 1988 году вошёл в состав сборной СССР по хоккею на траве на летних Олимпийских играх в Сеуле, занявшей 7-е место. Играл в поле, провёл 7 матчей, забил 2 мяча в ворота сборной Аргентины.
В 1992 году вошёл в состав сборной Объединённой команды по хоккею на траве на летних Олимпийских играх в Барселоне, занявшей 11-е место. Играл в поле, провёл 7 матчей, забил 2 мяча в ворота сборной Малайзии.
В 1993—1994 годах играл в Германии в индорхоккей за «Уленхорстер» из Гамбурга вместе с экс-армейцами Владимиром Антаковым и Сосом Айрапетяном.
По окончании карьеры игрока работал тренером в свердловском СКА до 1998 года. После расформирования клуба в 2003 году перешел на работу на Центральный стадион Екатеринбурга на должность заместителя директора, где проработал до 2004 года.
Позднее работал в администрации екатеринбургского мини-футбольного клуба ВИЗ.
Заслуженный мастер спорта СССР. Награждён орденом «Знак Почёта».
Скончался 29 мая 2018 года в Екатеринбурге. Похоронен на Лесном кладбище.

## Семья
Брат-близнец Сергея Плешакова Владимир Плешаков (род. 1957) также играл в хоккей на траве за сборную СССР, стал серебряным призёром летних Олимпийских игр 1980 года, участвовал в Олимпиадах 1988 и 1992 годов.
Был женат, в браке родились двое сыновей.